# Летње олимпијске игре 1900 — биланс медаља
Летње олимпијске игре 1900., званично познате као Игре II олимпијаде одржане су у Паризу од 14. маја до 28. октобра, као део Светске изложбе 1900. Укупно 997 спортиста који су представљали 24 земље учествовало је у 90 такмичења у 18 спортова. Жене су први пут учествовале на играма први пут, а Шарлота Купер из Француске је постала први женски олимпијски победник. Медаље су освајали представници 21 земље, а 12 медаља су освојиле екипе састављене од спортиста из разних држава. Домаћини из Француске доминирали са 101 медаљом од чега је биле: 26 златних, 41 сребрна, и 34 бронзане.
У раним олимпијским играма, учествовале су у неким дисциплинама спортиста из разних држава, па МОК креирали ознаку Мешовити тим (са позивним бројем земље ZZX) која се односи на ове групе спортиста.. Ови мешовити тимови, освајали су медаље у атлетици, полу, веслању, једрењу, тенису, и у надвлачењу конопца. Неки од ових спортиста су освојили медаље и појединачно и као део мешовитог тима, па се ове њихове медаље налазе под различитим земљама и тако се службено и воде.
Златне медаље нису додељиване победницима на Играма 1900. Сребрна медаља добијала се за прво место, а бронзана друго. Међународни олимпијски комитет је ретроактивно доделио златне, сребрне и бронзане медаље спортистима који су их зарадили освајањем 1., 2., и 3. места односно да се свим олимпијским победницима на почетним олимпијским играма доделе медаље као и данашњим победницима.

## Биланс медаља
Ово је комплетна табела медаља Олимпијских игара, на основу медаља Међународног олимпијског комитета (МОК) [a]. Сортирање на табели се прављено по броју освојених златних, затим броја сребрних, па бронзанх медаља по земљама. Ако, после овог, неке земље имају исти број медаља према горњој класификацији, земље су наведене према абецедном реду. Ово правило следи систем који користи МОК.
|        | Земља                |       |       |       |     |
| ------ | -------------------- | ----- | ----- | ----- | --- |
| 1      | Француска            | 26[b] | 41[b] | 34[b] | 101 |
| 2      | САД                  | 19[b] | 14[b] | 14[b] | 47  |
| 3      | Уједињено Краљевство | 15[b] | 6[b]  | 9[b]  | 30  |
| 4      | Мешовити тим         | 6     | 3     | 3     | 12  |
| 5      | Швајцарска           | 6     | 2     | 1     | 9   |
| 6      | Белгија              | 5     | 5     | 5     | 15  |
| 7      | Немачко царство      | 4     | 2     | 2     | 8   |
| 8      | Италија              | 2     | 2     | 0     | 4   |
| 9      | Аустралија           | 2[b]  | 0     | 3     | 5   |
| 10     | Данска               | 1[b]  | 3     | 2     | 6   |
| 11     | Мађарска             | 1     | 2     | 2     | 5   |
| 12     | Куба                 | 1     | 1     | 0     | 2   |
| 13     | Канада               | 1     | 0     | 1     | 2   |
| 14     | Шпанија              | 1     | 0[b]  | 0     | 1   |
| 15     | Аустрија             | 0     | 3     | 3     | 6   |
| 16     | Норвешка             | 0     | 2     | 3     | 5   |
| 17     | Индија               | 0     | 2     | 0     | 2   |
| 18     | Холандија            | 0[b]  | 1     | 3     | 4   |
| 19     | Бохемија             | 0     | 1     | 1[b]  | 2   |
| 20     | Мексико              | 0     | 0     | 1     | 1   |
| 20     | Шведска              | 0[b]  | 0     | 1     | 1   |
| Укупно | Укупно               | 90    | 90    | 88    | 268 |

a Постоје извори, поред Међународног олимпијског комитета (МОК), које приказују варијације биланса медаља, али као званични орган Олимпијским играма, МОК сматра већина као ауторитативни извор за потребе овог чланка.
b  Такмичари у мешовитим тимовима који су освајали медаље. Ове медаље су укључене у табели под називом Мешовити тим (ZZX).